# Hushed and Grim
Hushed and Grim (englisch Zum Schweigen gebracht und düster) ist das achte Studioalbum der US-amerikanischen Metal-Band Mastodon. Es erschien am 29. Oktober 2021 über Reprise Records und ist das erste Doppelalbum der Bandgeschichte. Die erste Single Pushing the Tides wurde bei den Grammy Awards 2022 in der Kategorie Best Metal Performance nominiert.

## Entstehung

### Songwriting
Der Schlagzeuger Brann Dailor erklärte im August 2018 in einem Interview, dass die Band bereits Ideen für ein neues Studioalbum sammle. Die Ideen kamen dabei meistens während der Soundchecks vor Konzerten oder im Backstagebereich auf und wurden mitgeschnitten. Nach dem Abschluss des Tourzyklus und einer kleinen Pause wollte die Band Anfang 2019 damit anfangen, diese Ideen zu sichten und zu neuen Liedern zu formen. Anfang Dezember 2018 veröffentlichte Dailor über Instagram ein Foto, das er selbst hinter seinem Schlagzeug sitzend gemacht hatte und auf dem sein Instrument sowie der Gitarrist Bill Kelliher zu sehen ist. Dailor kommentierte das Bild mit den Worten „New music? Yep.“ Zwischenzeitlich baute die Band in ihrem Proberaumkomplex Ember City in Atlanta ein Tonstudio ein.
Es kam allerdings zu Verzögerungen, nachdem Mastodon die Gelegenheit bekam, zusammen mit Coheed and Cambria auf eine Co-Headlinertournee durch Nordamerika zu gehen. Mastodon führten dabei das Album Crack the Skye anlässlich des zehnjährigen Jubiläums komplett auf. Im Mai 2019 verkündete der Bassist Troy Sanders, dass seine Band bis zum Sommer touren werde und nach einer kurzen Erholungszeit im Herbst mit den Arbeiten beginnen wolle. Drei Monate später erklärte Brann Dailor gegenüber einem Radiosender, dass die Band zu viel Material habe und im Studio einiges verwerfen müsse. Bill Kelliher erklärte im Mai 2020, dass die Band rund 20 Lieder aufgenommen habe. Durch die COVID-19-Pandemie mussten die Arbeiten erneut unterbrochen werden. Darüber hinaus erklärte Kelliher, dass seine Band das Lied Rufus Lives für den Film Bill & Ted Face the Music geschrieben hat. Am 11. September 2019 veröffentlichte die Band die Kompilation Medium Rarities.

### Aufnahmen
Die Aufnahmen des Albums begannen im November 2020 im bandeigenen Tonstudio West End Sound. Produziert wurde das Album von David Bottrill. Bottrills Hauptaufgabe wäre es laut Schlagzeuger Brann Dailor gewesen, dafür zu sorgen, dass das Album „klar und knackig“ sowie „wuchtig“ klingen sollte. Für letzteres wäre Bottrill bekannt. Dailor erklärte dazu, dass die Band zuvor immer dazu tendierte, zu viel übereinanderzuschichten. Er bezog sich damit auf verschiedenen Gitarren- und Keyboardspuren, die dafür sorgten, dass der Klang „matschig“ ausfiel. Troy Sanders ergänzte, dass die Band dieses Mal ein besonderes Augenmerk darauf gelegt hätte, dass die Songs für ihre Verhältnisse simpler gehalten sind. Die Musiker wollten sich „nicht mit verrückten Einzelleistungen in den Vordergrund spielen, sondern die Songs für sich sprechen lassen“.
Für das Album konnte die Band zahlreiche Gastmusiker gewinnen. Bei dem Lied Had It All spielte der Soundgarden-Gitarrist Kim Thayil ein Solo ein, während Troy Sanders Mutter Jody das Horn spielte. Der Bluesgitarrist Marcus King ist bei dem Lied The Beast zu hören. Dave Witte von der Band Municipal Waste spielt Perkussion bei dem Lied Dagger. João Nogueira von der Band The Claypool Lennon Delirium spielt auf dem gesamten Album Keyboards und Synthesizer, während die Tochter des Toningenieurs Tom Tapley bei dem Lied Sickle and Peace eine Sprachrolle übernimmt. Zum ersten Mal seit dem Debütalbum Remission ist der Neurosis-Sänger Scott Kelly nicht als Gastsänger zu hören. Laut Troy Sanders wäre Kelly zu sehr mit seiner eigenen Musik beschäftigt gewesen. Dazu hätte der Lockdown einen Studiobesuch unmöglich gemacht.

## Veröffentlichung
Das Album wurde am 10. September 2021 angekündigt. Gleichzeitig wurde die erste Single Pushing the Tides samt dem dazugehörigen Musikvideo veröffentlicht, bei dem Lorenzo Diego Carrera Regie führte. Das Albumcover wurde von Paul Romano entworfen, der bereits die Cover für die Mastodon-Alben Remission, Leviathan, Call of the Mastodon, Blood Mountain und Crack the Skye gestaltet hat. Am 1. Oktober 2021 folgte die zweite Single Teardrinker. Auch bei diesem Musikvideo führte Lorenzo Diego Carrera Regie. Als dritte Single wurde am 20. Oktober 2021 das Lied Sickle and Peace veröffentlicht, allerdings gab es hierzu kein Musikvideo. Das auf dem Album vertretene Lied Skeleton of Splendor spielte Mastodon bereits im Juli 2021 bei ihrem Live-Streaming-Konzert im Georgia Aquarium. Am 23. November 2021 trat die Band mit dem Lied Teardrinker in der NBC-Show Late Night with Seth Meyers auf. Die ARD-Kultursendung ttt – titel, thesen, temperamente brachte Anfang Dezember 2021 einen sechsminütigen Beitrag über die Band und ihr neues Album. Im August 2022 veröffentlichte die Band einen 90-minütigen Dokumentarfilm über die Entstehung des Albums.
Dass Hushed and Grim ein Doppelalbum wurde, lag laut Brann Dailor einfach daran, dass er sich beim Hören der 15 aufgenommenen Titel einfach nicht entscheiden konnte, welche Lieder herausfliegen sollten. Eigentlich wollte die Band das Material auf 55 Minuten herunterkürzen und die nicht verwendeten Titel für eine spätere Veröffentlichung zurücklegen. Da Dailor aber dieses Mal keinen einzigen Titel streichen wollte, schlug er seinen Bandkollegen vor, einfach ein Doppelalbum zu veröffentlichen. Die vier Musiker seien sich über diesen Vorschlag schnell einig gewesen. Troy Sanders ergänzte, dass die Band lieber einen unkonventionellen Weg gehen wollte, da „die Welt immer mehr Wert auf Singles und EPs legt“. Die 15 Titel in die richtige Reihenfolge zu bringen verglich Dailor mit einem Puzzle. Lediglich die Positionen von Pain with an Anchor als erstes und Gigantium als letztes Lied seien von vornherein klar gewesen.

## Hintergrund
Der Albumtitel wurde dem Film Vom Winde verweht entnommen, der zur Zeit des Sezessionskrieges spielt: „Hushed and Grim, Atlanta turned painful eyes towards the far-away little town of Gettysburg“ („Zum Schweigen gebracht und düster richtet Atlanta verschmerzte Blicke zur weit entfernten, kleinen Stadt Gettysburg“). Laut Brann Dailor dreht sich ein Großteil der Texte um den langjährigen Bandmanager Nick John, der im September 2018 an Bauchspeicheldrüsenkrebs erkrankte und verstarb. Der Albumtitel würde laut Dailor die Stimmung beim Betreten von Nick Johns Zuhause auf den Punkt bringen. Bill Kelliher ergänzte, dass die Band bei ihm war, als Nick John starb.

„Es ist ein Gefühl, auf das man nie vorbereitet ist. Wenn man im gleichen Raum mit der Person in dessen letzten Momenten ist, wird das Gefühl greifbar. Es zeigt einem, wie kurz das Leben sein kann. Keiner weiß wirklich, was man sagen oder tun soll. Es gibt so viele Emotionen: Traurigkeit, Hilflosigkeit, Depression, Angst, Wut.“

Als Tribut veröffentlichte Mastodon zum Record Store Day 2019 die 10-Zoll-Single Stairway to Nick John. Hierbei handelt es sich um eine Coverversion des Liedes Stairway to Heaven von Led Zeppelin. Auch das auf dem Album verwendete Lied Skeleton of Splendor wurde Nick John gewidmet. Das abschließende Lied Gigantium würde laut Troy Sanders für eine „positive Auflösung“ sorgen. Die Musiker wollen mit dem Lied ausdrücken, dass sie nach Nick Johns Tod „klarkommen werden“ und „noch eine Zukunft vor sich haben“.
Schlagzeuger Brann Dailor beschrieb das Albumcover von Hushed and Grim als einen Mythos des Jenseits. Wenn ein Mensch stirbt geht die Seele in das Herz eines Baumes und erlebt dort alle Säulen von einem im Wechsel der Jahreszeiten, die der Baum erlebt. So verabschiedet sich der Mensch von der natürlichen Welt und zieht weiter in eine andere Dimension. Im Herzen des Baumes sieht man einen grünen Mann, der für Nick John steht. Dieser Mythos wäre laut Dailor „eine schöne Art, um sich zu verabschieden“. Neben Nick Johns Tod verarbeiteten die Musiker auch weitere persönliche Themen, auf die Dailor jedoch nicht näher eingehen wollte.

## Rezeption

### Rezensionen
Das deutsche Magazin Metal Hammer kürte Hushed and Grim zum „Album des Monats“. Laut Lothar Gerber würden sich „die unmetallischeren Stücke als die eigentlichen Schmankerl herauskristallisieren“. Mastodon würden „nebenbei erneut beweisen, welch ungeheuere Musikalität in ihren Fingern schlummert“. Die Band habe sich vom Produzenten David Botrill „einen klaren Sound mit ordentlich Tiefe auf den Leib schneidern lassen“. Es wäre „gar nicht mal abwegig, Hushed and Grim als das Opus magnum“ der Band auszurufen, wofür Gerber sieben von sieben Punkten vergab. Auch beim deutschen Magazin Rock Hard wurde Hushed and Grim zum „Album des Monats“ gewählt. Ronny Bittner lobte die Band dafür, dass die Band „den Sound und die Komplexität der Arrangements deutlich entschlackt hat, wodurch die tiefschürfenden Emotionen noch besser zur Geltung kommen“. Den drei Sängern der Band „gelingt es in Verbindung mit den traurigen Texten, den Hörer tief in der Seele zu berühren“. Bittner bezeichnete Hushed and Grim als „verdammt heißen Anwärter auf das Album des Jahres“ und vergab neun von zehn Punkten.
Chris O’Connell vom US-amerikanischen Onlinemagazin Pitchfork Media hingegen bezeichnete Hushed and Grim als die „am wenigsten ambitionierte Kollektion der Bandgeschichte“, da es eine „harmlose, teilweise verlockende, aber weitestgehend langweilige Plackerei wäre“. Die Band, die „dafür bekannt war, ihre Hörer dauernd zu überraschend, versagt hier ultimativ“ und „versteckt sich hinter gewöhnlichen, wässrigen Alternative Metal“. O’Connell vergab 5,7 von zehn Punkten.

### Chartplatzierungen
| ChartsChartplatzierungen       | Höchstplatzierung | Wochen |
| ------------------------------ | ----------------- | ------ |
| Deutschland (GfK)              | 10 (4 Wo.)        | 4      |
| Österreich (Ö3)                | 7 (1 Wo.)         | 1      |
| Schweiz (IFPI)                 | 7 (3 Wo.)         | 3      |
| Vereinigte Staaten (Billboard) | 20 (1 Wo.)        | 1      |
| Vereinigtes Königreich (OCC)   | 14 (1 Wo.)        | 1      |

In der ersten Woche nach der Veröffentlichung wurden in den Vereinigten Staaten rund 20.000 Album-äquivalente Einheiten verkauft, wovon 18.000 reine Albumverkäufe waren. Damit erreichte das Album Platz eins der Billboard Hard Rock Albums, Platz zwei der Billboard Top Rock Albums und Platz drei der Billboard Top Current Album Sales. Vom Vorgängeralbum konnte die Band in der ersten Verkaufswoche rund 43.000 Album-äquivalente Einheiten absetzen.

### Bestenlisten
| Publikation | Liste                                                        | Platz |
| ----------- | ------------------------------------------------------------ | ----- |
| Consequence | Top 30 Metal & Hard Rock Albums of 2021                      | 8     |
| Consequence | Top 30 Metal & Hard Rock Songs of 2021 (Pain with an Anchor) | 3     |
| Kerrang!    | The 50 Best Albums of 2021                                   | 12    |
| laut.de     | Die Metal-Alben des Jahres                                   | 12    |
| Loudwire    | The 45 Best Rock + Metal Albums of 2021                      | 20    |

| Publikation   | Liste                               | Platz |
| ------------- | ----------------------------------- | ----- |
| metal.de      | Die 50 besten Alben des Jahres 2021 | 2     |
| Revolver      | 25 Best Albums of 2021              | 5     |
| Rolling Stone | The 10 Best Metal Albums of 2021    | 2     |
| Spin          | The 30 Best Albums of 2021          | 12    |